# Hospizbewegung
Die Hospizbewegung befasst sich mit der Verbesserung der Situation Sterbender und ihrer Angehörigen sowie der Integration von Sterben und Tod ins Leben. Dazu dient vor allem die Sterbebegleitung im Sinne der Palliative Care. Die Bewegung entwickelt sich seit Ende der 1960er Jahre, ausgehend von England. Dort war es die Krankenschwester und Ärztin Cicely Saunders, die (an die mittelalterliche Bedeutung des „Hospizes“ nicht als medizinische Heileinrichtung, sondern als Ort der Pflege und Betreuung anknüpfend) 1967 mit dem St. Christopher’s Hospice das erste stationäre Hospiz im heutigen Sinne gründete und damit die weltweite Initiative auslöste. Ihre größte Entwicklung machte sie in den 1970er Jahren in den USA (mitinitiiert von Elisabeth Kübler-Ross), wo eine Vielfalt von verschiedensten Versorgungsmodellen entstand.
Die Hospizbewegung war u. a. die Antwort auf eine Gesellschaft, die das Sterben und die Sterbenden immer weiter an den Rand zu drängen drohte. Somit ist es ihr Hauptziel, das Sterben wieder als wichtigen Teil des Lebens ins öffentliche Bewusstsein zu rufen, um Sterbende und ihre Angehörigen angemessen unterstützen zu können.

## Die Hospizbewegung in Deutschland
Den Anstoß für die deutsche Hospizbewegung gab neben Cicely Saunders’ Hospizgründung Elisabeth Kübler-Ross, deren Buch On Death and Dying 1972 in deutscher Übersetzung unter dem Titel Interviews mit Sterbenden erschien. Die weitere Entwicklung verlief in Deutschland in zwei Richtungen: zum einen zu einer bürgerlichen Bewegung, die ihrerseits ambulante und stationäre Hospize gründete; zum anderen führte sie – ärztlich dominiert – zu einer eigenen medizinischen Fachrichtung, die sich in der Folge als Palliativmedizin  an Universitäten und Kliniken etablierte.

### Ausgangslage
Die Lebenserwartung hatte sich im 20. Jahrhundert erhöht; hauptsächliche Todesursache waren nicht mehr Infektionskrankheiten, sondern chronisch-degenerative Krankheiten, deren Fortschreiten in einen langsameren Sterbeprozess mündet. Damit wurden zum einen die familiären Versorgungsmöglichkeiten überfordert, zum anderen erforderten die im Krankheitsverlauf auftretenden Komplikationen das Wissen und Können von Fachleuten. Die Versorgung im letzten Lebensjahr verlagerte sich aus dem häuslichen Umfeld überwiegend in Krankenhäuser und Alteneinrichtungen. Doch gerade die Kliniken sahen ihre Hauptaufgabe im „Kampf gegen den Tod“.
Ende der 1970er Jahre wurde zunehmend Kritik an den Umständen in Krankenhäusern und Pflegeheimen geübt, denen die dort sterbenden Menschen ausgesetzt waren. Weil der Schwerpunkt auf Behandlung von Patienten mit Heilungsaussichten lag, wurde das Sterben im Krankenhaus als Störung oder als Versagen gedeutet. Als solches durfte es „nicht allzu deutlich hervortreten.“ Sterbende Menschen wurden in Badezimmern oder Abstellkammern untergebracht; nach dem Tod folgte eine „schnelle Entsorgung“.
Die sogenannten Gießener Studien von George, Beckmann und Vaitl zeigten 1989, dass der überwiegende Teil des ärztlichen und pflegerischen Krankenhauspersonals das Sterben dort nicht als menschenwürdig empfand. Die bestehenden räumlichen, zeitlichen und personellen Bedingungen im Krankenhaus wären nicht geeignet, um Schwerstkranke ihrer Krankheit gemäß betreuen zu können. 62 % der Befragten meinten, dass zu häufig lebensverlängernde Maßnahmen durchgeführt würden; 35 % gaben an, dass Sterbende zu selten schmerzlindernde Mittel erhielten. Nur ein Drittel aller Patienten wäre über Prognose und den wahrscheinlichen Verlauf ihrer Erkrankung informiert worden. 58 % der Befragten waren der Meinung, dass Patienten nicht über ihren Krankheitsverlauf informiert werden wollten; außerdem wurde angenommen, dass eine vollständige Aufklärung des Patienten einen ungünstigen Einfluss auf den weiteren Verlauf bewirken würde.

### Pionierzeit
Mitarbeiter des Tübinger Paul-Lechler-Krankenhauses lernten das Londoner St Christopher’s Hospice schon bald nach dessen Gründung kennen. Die dort gewonnenen Erkenntnisse setzten sie im eigenen Krankenhaus um, zunächst gegen erhebliche Widerstände im Kollegenkreis. Mit der Zeit wurde deutlich, dass die Versorgung Sterbender und ihrer Angehörigen zu den ureigensten Aufgaben der Medizin und Pflege gehört, die in der Moderne in Vergessenheit geraten war.
Große Betroffenheit über die Umstände des Sterbens löste 1971 der im St. Christopher’s Hospice gedrehte Film „Noch 16 Tage – Eine Sterbeklinik in London“ aus. Die Übersetzung des englischen hospice in „Sterbeklinik“ trug unter anderem dazu bei, dass lange Zeit unzutreffende Vorstellungen über Hospizeinrichtungen herrschten und sich der Hospizbegriff nur zögerlich durchsetzte. Befürchtet wurde, dass Sterbenden die Hoffnung genommen, sie gettoisiert und die sie Pflegenden überfordert würden. Auf der anderen Seite zeigte der Film das begleitete Sterben, wie es sich so mancher für sich wünschte. Für diese Menschen war das der Anstoß, sich für die Hospizidee zu engagieren und Pläne zu entwickeln, die Situation für Sterbende und deren Angehörige erträglicher zu gestalten. Erste Hospizgruppen gründeten sich als bürgerschaftliche Bewegung, die anfangs nicht nur keine Unterstützung von Politik und Kirchen erhielt, sondern von diesen sogar blockiert wurde.
Anfang der 1980er Jahre fand sich unter der Leitung der Diakonin Ursula Lesny in Stuttgart erstmals eine Gruppe Freiwilliger, die bemerkt hatten, dass Sterbende in Pflegeheimen oft allein gelassen wurden. Als ehrenamtliche Sitzwachen begleiteten sie die Menschen während ihrer letzten Lebensstunden im Heim, wobei sie auch Angehörige mit einbezogen.

### Institutionalisierung
1984 formierte sich an der Evangelischen Fachhochschule Hannover die „Arbeitsgruppe Zuhause sterben“ unter Leitung des Arztes Johann-Christoph Student. In seinen darauffolgenden Veröffentlichungen betonte er, dass es nicht darum gehe, neue Institutionen zu schaffen, sondern den Umgang mit dem Sterben zurück in die Gesellschaft zu holen. Dennoch bildeten sich die ersten Landesarbeitsgemeinschaften sowie überregionale Initiativen wie „Omega – Mit dem Sterben leben e. V.“ (1985) und die „Internationale Gesellschaft für Sterbebegleitung und Lebensbeistand“ (IGSL, 1986). Vor allem „Omega – Mit dem Sterben leben e. V.“ verstand sich als Gegengewicht zum Standpunkt der wenige Jahre vorher gegründeten Deutschen Gesellschaft für Humanes Sterben.

An immer mehr Orten gründeten sich die bürgerschaftlich oder kirchlich initiierten ambulanten Hospizdienste. 1986 wurde das erste stationäre Hospiz in Deutschland eröffnet, dem bald weitere Einrichtungen folgten.
1992 wurde als bundesweite Dachorganisation die „Bundesarbeitsgemeinschaft Hospiz“ gegründet (heute Deutscher Hospiz- und PalliativVerband e. V.). Die Arbeitsgemeinschaft setzte sich zusammen mit anderen Organisationen für eine gesetzliche Regelung zur Finanzierung der Hospizarbeit ein. Als Ergebnis der Bemühungen stimmte im Dezember 1996 der Deutsche Bundestag einer solchen Regelung zu (§ 39a des SGB V), woraufhin eine Rahmenvereinbarung zwischen der Bundesarbeitsgemeinschaft Hospiz und den Krankenkassen geschlossen wurde. Bis zu diesem Zeitpunkt wurde ambulante und stationäre Hospizarbeit überwiegend durch Spenden und ehrenamtliches Engagement finanziert. Dies wurde nun durch die Zuschüsse von Kranken- und Pflegekassen erheblich erleichtert. Stationäre Hospizpatienten hatten aber weiterhin einen Eigenanteil zu zahlen, der je nach Pflegestufe und Tagesbedarfssatz des jeweiligen Hospizes unterschiedlich hoch ausfiel.
Beeinflusst wurde die Entwicklung ambulanter und stationärer Hospize durch das vermehrte Auftreten von AIDS. Die bestehenden Ängste in der Gesellschaft führten zu einer zum Teil unzureichenden Versorgung aidskranker Menschen. Regionale Gruppen der AIDS-Hilfe arbeiteten zusammen mit den Hospizinitiativen an der Verbesserung der Situation sterbender AIDS-Patienten. Ende der 1990er Jahre kam es zur Gründung von mehreren stationären Hospizen, die nur HIV-positive bzw. AIDS-Patienten aufnahmen.
2007 wurde mit dem GKV-Wettbewerbsstärkungsgesetz (GKV-WSG) der Rechtsanspruch auf Spezialisierte ambulante Palliativversorgung (SAPV) in den Leistungskatalog der gesetzlichen Krankenversicherung (§ 37b, § 132d SGB V) aufgenommen. Der zunehmenden Nachfrage an Begleitungen konnte dennoch bald nicht mehr entsprochen werden, da die begrenzten Mittel keinen weiteren Ausbau der Hospizarbeit mehr erlaubten. Im März 2009 forderte der Deutsche Hospiz- und PalliativVerband daher eine Neuregelung des § 39a. Die Forderung wurde durch Studienergebnisse über die Hospizarbeit in Deutschland gestützt. Im August 2009 traten entsprechende Neuregelungen in Kraft, die den Leistungserbringern Fördersummen gewährt, was aber mit bestimmten Bedingungen verknüpft ist.
Die demographische Entwicklung macht einen Ausbau der Versorgungsangebote für schwerstkranke und sterbende Menschen weiterhin notwendig, so dass eine Anpassung der gesetzlichen Grundlagen immer wieder geboten ist. Mit dem am 8. Dezember 2015 in Kraft getretenen Hospiz- und Palliativgesetz (HPG) erfolgten diesbezügliche Ergänzungen in der Gesetzlichen Krankenversicherung.

### Grundprinzipien
Als Grundprinzip der Hospizarbeit gilt, dass „der Sterbende und seine Bedürfnisse“ im Mittelpunkt stehen. Sein Leben darf weder gewaltsam verkürzt noch verlängert werden. Dabei sind alle Ebenen menschlichen Daseins (körperliche, psychische, soziale und spirituelle Ebene) zu berücksichtigen. Angehörige und nahen Bekannte werden grundsätzlich in das Versorgungsnetz mit einbezogen; ihnen wird auch nach dem Tod ihres Angehörigen (Unterstützung) in der Trauer angeboten. Das Hilfsangebot sollte rund um die Uhr zur Verfügung stehen. Das Team der Helfenden, das insbesondere von Freiwilligen (Ehrenamt) gebildet wird, muss seinerseits begleitet werden. Ziel ist außerdem, die Begriffe Tod und Sterben durch Reintegration in die Gesellschaft zu enttabuisieren.

### Einrichtungen
Zu den Einrichtungen, die von der Hospizbewegung initiiert sind, zählen Hospizgruppen und ambulante Hospizdienste, die sterbende Menschen zu Hause oder in anderen Einrichtungen begleiten, sowie stationäre Hospize. Träger dieser Einrichtungen sind private Vereine (bezeichnet etwa als Hospizverein) und kirchliche Verbände wie Caritas, Malteser Hilfsdienst und Diakonie.

Andere, schon vorher bestehende Einrichtungen des Gesundheitswesens integrieren hospizliche Inhalte in ihre Angebote, beispielsweise palliativmedizinische Abteilungen und Palliativstationen, die den Hospizgedanken im Krankenhausbereich umsetzen.